# 나카네촌
나카네촌(中根村)은 지바현 이스미군에 일찍이 존재했던 촌이다. 

## 지리
- 현재의 구 오하라정의 남부, 이스미시 북부에 해당한다.
- 마을 지역은 산이 많은 지형이 많다.
- 마을은 이스미강 남쪽 기슭에 위치해 있다.

## 역사
- 1889년 4월 1일 - 정촌제 시행에 수반해 이스미군 나카네촌이 성립하였다.
- 1953년 7월 1일 - 조자정에 편입해 소멸하였다.

## 인구
| 1891년 | 2,994 |
| 1920년 | 2,659 |
| 1930년 | 2,516 |
| 1940년 | 2,515 |
| 1950년 | 3,162 |

## 참고문헌
- 岬町『岬町史』、岬町、1983年
- 角川日本地名大辞典編纂委員会『角川日本地名大辞典 12 千葉県』、角川書店、1984年 ISBN 4040011201